# هوكسمور (رواية)
هوكسمور (بالإنجليزية: Hawksmoor)‏ هي رواية للكاتب الإنجليزي بيتر أكرويد، نشرت عام 1985، لأول مرة عن دار نشر هاميش هاملتون في المملكة المتحدة وهاربر آند رو في الولايات المتحدة.